# Дріжчаний Ігор Васильович
І́гор Васи́льович Дріжча́ний (*19 жовтня 1961, Київ) — голова Служби безпеки України (8 вересня 2005 — 22 грудня 2006). Генерал армії України.

## Біографія
Народився 19 жовтня 1961 року в м. Києві. Мати — правознавиця, педагог Київського національного університету імені Тараса Шевченка Олена Дріжчана (1938—2021).
1983 року закінчив з відзнакою Київський національний університет імені Тараса Шевченка.
З 1983 по 2003 рік працював в органах прокуратури :
1983—1987 рр. — слідчий, старший слідчий прокуратури Ленінградського району м. Києва, прокурор слідчого управління, старший слідчий прокуратури м. Києва.
1987—1993 рр. — прокурор відділу, заступник начальника відділу нагляду за додержанням законів про національну безпеку, державний кордон та митну справу Генеральної прокуратури України.
1993—2000 рр. — старший помічник Генерального прокурора України; старший помічник Генерального прокурора з особливих доручень; начальник відділу міжнародно-правових зв'язків; начальник міжнародно-правового управління; старший помічник Генерального прокурора України.
2000—2002 рр. — начальник управління міжнародно-правових зв'язків, екстрадиції та доручень Генеральної прокуратури України.
З квітня 2002 р. листопад 2003 року — заступник Генерального прокурора України, член колегії Генеральної прокуратури України.
З лютого 2004 року — заступник Голови Служби безпеки України, член колегії СБУ. Призначений головою Служби безпеки України указом Президента України Віктора Ющенка від 8 вересня 2005.
22 грудня 2006 Верховна Рада підтримала подання Президента про відставку І. Дріжчаного з посади голови СБУ. Після цього В. Ющенко спробував провести на цю посаду депутата-«нашоукраїнця», генерала міліції Віктора Короля, проте правляча коаліція цю кандидатуру не підтримала. Наступником керівника СБУ став в. о. Голови Валентин Наливайченко, що раніше займав пост заступника І. Дріжчаного.
Генерал-лейтенант юстиції. Заслужений юрист України, почесний працівник прокуратури України. Державний радник юстиції 2 класу (серпень 2003).
Одружений, має дочку.